# Цяньсян
Храм Цяньсян (кит. 千像寺, пиньинь: Qiānxiàng Sì — «Храм тысячи статуй») — буддистский храм у гор Паньшань (盘山), область Тяньцзинь, уезд Цзи (70 км к востоку от Пекина).
Построен при династии Тан, разрушен в XX веке во время Японо-китайской войны.
В 2003 году в окрестностях храма были раскопаны 446 вырезанных в камне фигур Будды.
Ныне (2009 г.) храм отстраивается заново.